# شقبان بولينيزي
شقبان بولينيزي (الاسم العلمي: Megapodius pritchardii) (بالإنجليزية: Polynesian Megapode)‏ هو نوع من الطيور يتبع جنس الشقبان من فصيلة الشقبانية.